# Список умерших в 909 году
В этой статье представлен список известных людей, умерших в 909 году.
См. также: Категория:Умершие в 909 году

## Май
- 1 мая — Фудзивара-но Токихира японский аристократ, государственный деятель периода Хэйан.
- 9 мая — Адальгар[англ.] — архиепископ Бремена (888–909), святой христианской церкви.

## Октябрь
- 13 октября — Жеро д' Орийак[фр.] — граф Орийака, основатель аббатства Сант-Жеро д' Орийак, французский святой

## Дата неизвестна или требует уточнения
- Аль-Джунайд аль-Багдади — исламский богослов персидского происхождения, родоначальник одного из двух основных течений суфизма — рационалистического, именуемого «учением о трезвости» и полном самоконтроле
- Арибо — маркграф Паннонской марки (871—909)
- Ассер — валлийский монах и церковный писатель, приближённый и биограф короля Уэссекса Альфреда Великого
- Дионисий II Антиохийский[англ.] — патриарх Антиохии и всего Востока (897—909)
- Каделл ап Родри — король Сейсиллуга (872—909).
- Кербалл мак Муйрекайн — король Лейнстера (885—909) из рода Уи Дунлайнге
- Мухаммад ибн Давуд аз-Захири[англ.] — мусульманский теолог, сын Давуд ибн Али аз-Захири, один из ранних пропагандистов захиритскоо мазхаба
- Сочлачан мак Диарвата[англ.] — король Уи Майне (?—909)
- Юньмэнь Вэньянь — китайский мастер Чань эпохи династии Тан, продолжатель школы Сюэфэн Ицуня (822—908).
- Якзан ибн Абуль-Йакзан — последний имам ибадитов Магриба из династии Рустамидов (906—909).